# Instituto Valenciano de la Música

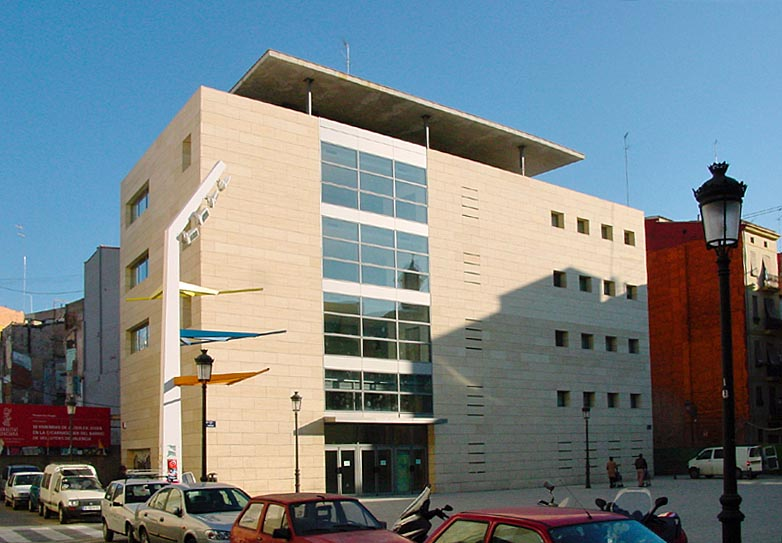
Sede del Instituto Valenciano de Cultura (antes Instituto Valenciano de la Música) en la plaza de Viriato, barrio de Velluters de Valencia.

El Instituto Valenciano de la Música (o Institut Valencià de la Música) fue creado por la Ley Valenciana de la Música en el año 1998 y empezó a funcionar en el 2000. Según esta ley
tenía como objetivos «la planificación, ejecución y coordinación de la política musical de la Generalitat». Entre sus competencias allí descritas destacan:
- La promoción de la música valenciana y sus intérpretes profesionales.
- El apoyo mediante ayudas y subvenciones al desarrollo de la infraestructura musical.
- La protección, catalogación y difusión del patrimonio musical valenciano.
- El fomento de la investigación musicológica y su difusión a través de producciones editoriales y discográficas.
- El estudio y el fomento de las músicas tradicionales. (Canto valenciano).
- La gestión de unidades artísticas.
- El estímulo de la composición y creación de nueva música.

Las competencias en el ámbito de la música de banda fueron adscritas en 2010 a la Consejería de Gobernación de la Generalidad Valenciana.
En diciembre de 2012 el Instituto Valenciano de la Música se disolvió
para integrarse en el nuevo ente CulturArts Generalitat, que asumió sus funciones así como las de antiguos organismos que se ocupaban de Teatro, Danza, Cinematografía y Restauración de obras de arte entre otras áreas de la gestión cultural. Tras una etapa como subdirección de Música de CulturArts, hoy en día constituye la dirección adjunta de Música y Cultura Popular del Institut Valencià de Cultura.